# Рутенийтрихром
Рутенийтрихром — бинарное неорганическое соединение
рутения и хрома
с формулой Cr3Ru,
кристаллы.

## Получение
- Сплавление стехиометрических количеств чистых веществ:

{\displaystyle {\mathsf {3Cr+Ru\ {\xrightarrow {1000^{o}C}}\ Cr_{3}Ru}}}

## Физические свойства
Рутенийтрихром образует кристаллы 
кубической сингонии, пространственная группа P m3n, параметры ячейки a = 0,4683 нм, Z = 2
.
Соединение образуется по перитектической реакции при температуре ≈1000°C,
а при температуре ниже 750 °C находится в метастабильном состоянии.